# Lech Chmurzyński
Lech Kazimierz Chmurzyński (ur. 13 sierpnia 1953 w Grudziądzu) – polski inżynier, chemik, dr hab. nauk chemicznych, profesor i kierownik Katedry Chemii Ogólnej i Nieorganicznej Wydziału Chemii Uniwersytetu Gdańskiego.

## Życiorys
Obronił pracę doktorską, 6 stycznia 1995 habilitował się na podstawie pracy zatytułowanej Wpływ środowiska na oddziaływania kwasowo-zasadowe pochodnych N-tlenku pirydyny, 24 stycznia 2001 nadano mu tytuł profesora w zakresie nauk chemicznych. Piastuje stanowisko profesora oraz kierownika w Katedrze Chemii Ogólnej i Nieorganicznej na Wydziale Chemii Uniwersytetu Gdańskiego.
Był dziekanem na Wydziale Chemii Uniwersytetu Gdańskiego, a także członkiem prezydium Gdańskiego Towarzystwa Naukowego.

## Odznaczenia
- Złoty Medal Janusza Sokołowskiego „De Chimia Gedanensi Bene Meritus” (2022)[5]
- Srebrny Medal Uniwersytetu Gdańskiego „Bene merito et merenti” (2017)[6]
- Medal 50-lecia Uniwersytetu Gdańskiego (2021)[7]